# Skidskytte vid olympiska vinterspelen 1998

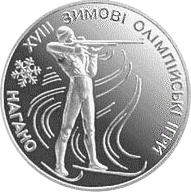
Silvermedaljen

Resultaten från tävlingarna i skidskytte vid olympiska vinterspelen 1998 i Nagano, Japan.

## Medaljsummering
Åtta nationer vann medalj i skidskytte, Med Norge som ledde medaljtabellen, tackat vara fem medaljer, 2 guld, det samma som Tyskland. Uschi Disl var den enda individuella deltagare som vann tre medaljer, en av varje sort. Ole Einar Bjørndalen och Halvard Hanevold ledde herrarnas medaljtabell, med ett guld och ett silver vara.

## Medaljtabell
| Pl. | Nation    | Guld | Silver | Brons | Totalt |
| --- | --------- | ---- | ------ | ----- | ------ |
| 1   | Norge     | 2    | 2      | 1     | 5      |
| 2   | Tyskland  | 2    | 1      | 2     | 5      |
| 3   | Ryssland  | 1    | 1      | 1     | 3      |
| 4   | Bulgarien | 1    | 0      | 0     | 1      |
| 5   | Italien   | 0    | 1      | 0     | 1      |
| 5   | Ukraina   | 0    | 1      | 0     | 1      |
| 6   | Belarus   | 0    | 0      | 1     | 1      |
| 6   | Finland   | 0    | 0      | 1     | 1      |

## Herrar
| Gren                | Guld                                                     | Guld      | Silver                                                                   | Silver    | Brons                                                                   | Brons     |
| Distans Detaljer... | Halvard Hanevold Norge                                   | 56:16,4   | Pieralberto Carrara Italien                                              | 56:21,9   | Alexej Ajdarov Belarus                                                  | 56:46,5   |
| Sprint Detaljer...  | Ole Einar Bjørndalen Norge                               | 27:16,2   | Frode Andresen Norge                                                     | 28:17,1   | Ville Räikkönen Finland                                                 | 28:21,7   |
| Stafett Detaljer... | Tyskland Ricco Groß Peter Sendel Sven Fischer Frank Luck | 1:21:36,2 | Norge Egil Gjelland Halvard Hanevold Dag Bjørndalen Ole Einar Bjørndalen | 1:21:56,3 | Ryssland Pavel Muslimov Vladimir Dratjov Sergej Tarasov Viktor Maigurov | 1:22:19,3 |

## Damer
| Gren                | Guld                                                        | Guld      | Silver                                                           | Silver    | Brons                                                                                   | Brons     |
| Distans Detaljer... | Jekaterina Dafovska Bulgarien                               | 54:52,0   | Olena Petrova Ukraina                                            | 55:09,8   | Uschi Disl Tyskland                                                                     | 55:17,9   |
| Sprint Detaljer...  | Galina Kukleva Ryssland                                     | 23:08,0   | Uschi Disl Tyskland                                              | 23:08,7   | Katrin Apel Tyskland                                                                    | 23:32,7   |
| Stafett Detaljer... | Tyskland Uschi Disl Martina Zellner Katrin Apel Petra Behle | 1:40:13,6 | Ryssland Olga Melnik Galina Kukleva Albina Achatova Olga Romasko | 1:40:25,2 | Norge Ann-Elen Skjelbreid Annette Sikveland Gunn Margit Andreassen Liv Grete Skjelbreid | 1:40:37,3 |